# (31726) 1999 JA67
1999 JA67 (asteroide 31726) é um asteroide da cintura principal. Possui uma excentricidade de 0.12458490 e uma inclinação de 6.32354º.
Este asteroide foi descoberto no dia 12 de maio de 1999 por LINEAR em Socorro.